# بیابان کوبوچی
بیابان کوبوچی (یا کوبوقی، در زبان مغولی به معنای کمان/قوس) بیابانی در فلات اوردوس در منطقه‌ی خودمختار مغولستان داخلی واقع در شمال غرب چین است. این بیابان که در واقع بخشی از بیابان اوردوس است با مساحتی در حدود ۱۸۶۰۰ کیلومتر مربع نزدیک‌ترین بیابان به پایتخت، پکن و هفتمین بیابان بزرگ چین محسوب می‌شود.

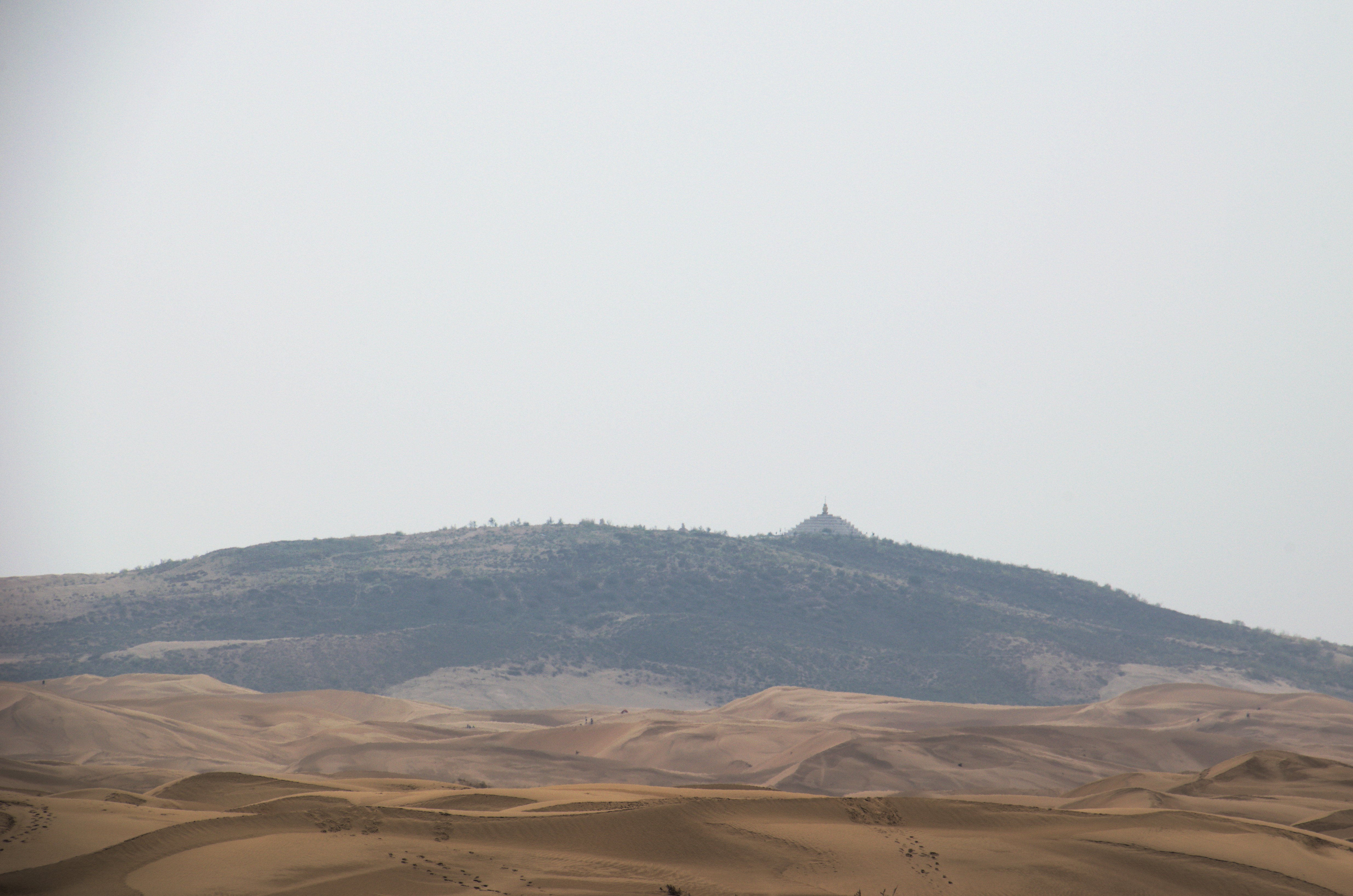
بیابان کوبوچی

## بیابان زایی
این منطقه که تا اواخر حکومت دودمان چینگ عمدتاً به شکل علفزار بود، تحت تأثیر قرن‌ها جنگ، چرای بی‌رویه دام و بهره‌برداری بی‌رویه از منابع طبیعی دچار پدیده‌ی بیابان‌زایی شده بود و در نتیجه‌ی آن بیش از ۷۴۰ هزار نفر مردم ساکن در منطقه گرفتار فقر شدید شده بودند.

## احیای اکولوژیک
در سال ۱۹۸۸، شرکت چینی Elion Group با همکاری مردم محلی و دولت پکن پروژه‌ای را برای مبارزه با بیابان‌زایی و احیای اکولوژیک منطقه‌ی کوبوچی آغاز کرد. در نتیجه‌ی این تلاش‌ها و پس از حدود سه دهه، دست‌کم یک سوم از مساحت این بیابان سرسبز شده‌ است. روش‌های مختلفی برای احیای پوشش گیاهی، تثبیت خاک و توقف پیشروی تپه‌های شنی به سمت مزارع و روستاها به کار رفته است که از جمله آنها می‌توان موارد زیر را برشمرد:
- کاشت گسترده‌ی گیاه شیرین‌بیان در مقیاس بزرگ که سازگار با شرایط اقلیمی منطقه شامل خشکی، خاک قلیایی و نوسان دمایی زیاد طی روز و شب است. این گیاه به دلیل استفاده‌ی دارویی از ریشه و ساقه‌ی آن برای مردم محلی درآمدزایی هم می‌کند.
- کاشت درخت/درختچه‌های مختلف از جمله گونه‌هایی از بید (مانند گونه‌ی محلی Salix psammophila) و صنوبر، عمدتاً در امتداد جاده‌های منطقه و با استفاده از آبیاری تحت فشار که نقش مهمی در توقف حرکت شن‌های روان داشته‌ است.
- به‌کارگیری روش‌های نوین برای کاشت گیاه و درخت در عمق زیاد از جمله استفاده از جت هوا یا آب (خروجی کوچکی از سیال با فشار بالا) که نرخ بقای نهال کاشته‌شده را از ۲۰٪ به بیش از ۸۵٪ افزایش داده است؛
- استفاده از مواد طبیعی برای ساخت اشکال مختلفی از حصار (طولی و شبکه‌ای) به عنوان سدی در برابر حرکت شن‌های روان، از جمله استفاده از انواع نی و ساقه‌ی گیاهان و درختان که از مناطق مختلف چین جمع‌آوری شده است؛
- نصب گسترده‌ی پنل‌های خورشیدی که علاوه بر تولید برق تجدیدپذیر، مانند مانعی در مقابل باد عمل کرده و سایه‌ی حاصل از آنها به دوام و قوام پوشش گیاهی منطقه کمک می‌کند؛[۵]
- استفاده از روش‌های نوینی مانند اگری‌ولتاییک برای افزایش تاب‌آوری گیاهان کشت شده و کاهش نیاز به آب؛[۶]
- ساخت گلخانه‌های پیشرفته برای تکثیر و تولید نهال در مقیاس بزرگ.